# Marquesado de Haro
El marquesado de Haro es un  título nobiliario español creado por el rey Alfonso XII el 4 de mayo de 1879 a favor de Antonio de Alós y López de Haro, teniente general de los ejércitos, vicepresidente del Consejo Supremo de Guerra y Marina y caballero de la Orden de San Juan de Jerusalén.Era hijo del teniente general José Maróia de Alós y Mora y de su esposa María Luisa López de Haro y López de Haro. Uno de sus bisabuelos fue Antonio de Alós y de Rius, primer marqués de Alós quien, a su vez, era el hermano del jurista barcelonés José Francisco de Alós y de Rius, primer marqués de Puerto Nuevo con el vizcondado previo de Bellver. En el mismo día, el rey también le concedió el título de vizconde de Bellver.

## Marqueses de Haro
|                          | Titular                                 | Periodo                  |
| Creación por Alfonso XII | Creación por Alfonso XII                | Creación por Alfonso XII |
| ------------------------ | --------------------------------------- | ------------------------ |
| I                        | Antonio María de Alós y López de Haro   | 1879-1893                |
| II                       | Pablo de Alós y Medrano                 | 1893-1954                |
| III                      | Ricardo de Alós y Llorens               | 1954-1980                |
| IV                       | María del Carmen de Alós y Balderrábano | 1981-actual titular      |

## Historia de los marqueses de Haro
- Antonio María de Alós y López de Haro (Horcajo de Santiago, Cuenca, 15 de mayo de 1808-Madrid, 5 de mayo de 1893), I marqués de Haro,[1] primer vizconde de Bellver, gran cruz de la Orden de San Hermenegildo, de la Orden de Carlos III, de la Orden de Isabel la Católica, gentilhombre de cámara del rey y teniente general. Era hijo José María de Alós y de Mora, IV marqués de Alós,[2] y de María Luisa López de Haro y López de Haro.[3]

Casó con Josefa Arregui. En 28 de octubre de 1893, le sucedió su nieto, hijo de Ricardo de Alós y Arregui, que falleció en vida de su padre y fue alabardero y teniente general, y de Rosa de Medrano y Muro.
- Pablo de Alós y Medrano (m. 1959), II marqués de Haro[2][1] y diplomático.[4]

Casó con Enriqueta Lloréns. En 22 de enero de 1954, sucedió su hijo:
- Ricardo de Alós y LLoréns (m. 1980), III marqués de Haro.[1]

Casó con María del Carmen Merry del Val y Ramila.  En 30 de noviembre de 1981, sucedió su nieta, hija de Pablo de Alós y Merry del Val y de María del Carmen Balderrábano y Súarez Inclán, VII condesa de La Bisbal, hija de Manuel de Balderrábano y Abaroa, XI marqués de Claramonte de Arteta y V conde de La Bisbal.
- María del Carmen de Alós y Balderrábano (n. Madrid, 7 de noviembre de 1961), IV marquesa de Haro.[1][7]

Casó con Germán de la Mora y Armada. Su hija primogénita de este matrimonio, Carmen de la Mora y Alós (n. 1985), escultura, casó con Francisco de Borja Soto y Moreno-Santamaría, XXI duque de Escalona, XXI marqués de Villena y XIX duque de Frías con dos grandezas de España de clase inmemorial.